# 北高加索邊疆區
北高加索邊疆區 （俄语：Северо-Кавказский край）是蘇聯俄羅斯蘇維埃聯邦社會主義共和國歷史上的一個邊疆區。首府頓河畔羅斯托夫。範圍包括今天的羅斯托夫州、斯塔夫羅波爾邊疆區、克拉斯諾達爾邊疆區、阿迪格共和國、達吉斯坦共和國、車臣共和國、印古什共和國、卡拉恰伊-切尔克斯共和国、卡巴尔达-巴尔卡尔共和国和北奥塞梯-阿兰共和国。
1924年10月17日成立。1934年1月10日，分出阿速-黑海邊疆區，首府遷至五山城（1936年再遷至奧爾忠啟尼則）。1937年改稱奧爾忠啟尼則邊疆區。